# Falsa acusación
Falsa acusación (título original: Agent of Influence) es un telefilme canadiense de drama y crimen de 2002, dirigido por Michel Poulette, escrito por Ken Chubb, Riley Adams y Ian Adams, está basado en la novela Agent of Influence de este último, musicalizado por Jean-Marie Benoît, en la fotografía estuvo Allen Smith y los protagonistas son Christopher Plummer, Marina Orsini y Ted Whittall, entre otros. Este largometraje fue realizado por Agent Productions, Alberta Filmworks y Alliance Atlantis Communications; se estrenó el 30 de junio de 2002.

## Sinopsis
Está basado en hechos reales. El suspenso envuelve el enigmático fallecimiento de uno de los embajadores canadienses más importantes, John Watkins.